# Ca l'Arola
Ca l'Arola és una antiga masia de Breda (Selva) inclosa a l'Inventari del Patrimoni Arquitectònic de Catalunya.

## Descripció
Antiga masia (ara segona residència) construïda en un terreny desnivellat als afores del nucli urbà de Breda, a la que s'hi arriba prenent un caminet des de la urbanització Selva (on s'hi arriba prenent l'antiga carretera de Riells - actuals carrer Rovira i avinguda Mossèn Pere Ribot- des de la plaça de l'Església).
S'aprecia clarament que l'edifici es va anar ampliant amb construccions annexes que augmentaren el volum general de la masia (distingim tres cossos diferents tant a la façana com a la part posterior, però molt més en aquesta), tot i que l'annex que es troba a l'esquerra de la façana principal és un garatge, i els altres dos cossos formen l'habitatge cobert per un teulat a doble vessant, desaiguat a les façanes laterals, i amb ràfec d'una filera.
A la façana principal de l'habitatge, de planta baixa i pis, trobem la porta d'entrada en arc de llinda, amb els brancals i la llinda de pedra. Flanquejant la porta d'entrada, a la dreta una finestra rectangular i a l'esquerra una altra quadrangular. Just sobre la porta d'entrada, un balcó sense llosana (la barana està situada a l'extrem de l'ampit de l'obertura) i una finestra petita a l'esquerra.
Les finestres laterals esquerres formen part d'un altre cos, com s'aprecia per l'absència de cornisa, que si apreciem al costat dret, on hi ha la porta d'entrada, el balcó i la finestra.
Tota aquesta façana està pintada de color blanc.
Annex al costat esquerre, un garatge o dependència utilitzada com a magatzem, amb la façana avançada respecte a la de l'habitatge. Un portal amb tancament metàl·lic hi permet l'accés. A la part posterior, hi ha una finestra. Les parets no estan pintades, sinó que deixen veure l'arrebossat i algunes pedres del paredat rústic.
A la façana lateral dreta, una porta tapada a la planta baixa, flanquejada per dues obertures a manera d'espitllera, i al pis dues finestres en arc de llinda protegides per una reixa. La paret està arrebossada.
De la façana posterior destaca el cos central, que es correspon amb el cos esquerre de l'habitatge de la façana principal, ja que és d'una allargada inferior respecte el cos del garatge (a la dreta), i queda separat del cos lateral esquerre per un contrafort. Hi trobem dues obertures en arc de llinda: una porta a la planta baixa i una finestra al pis.
Al costat esquerre, a la planta baixa una porta, i al pis tres obertures, amb els brancals fets de maó, i dues obertures amb la llinda de maons disposats en sardinell.
Aquesta façana no està pintada, només arrebossada deixant a la vista algunes pedres del paredat rústic.
Unes escales de pedra a la part posterior, permeten l'accés a l'hort i a l'antic safareig (ara un bassal de granotes).

## Història
Per l'estructura de l'edifici, la seva construcció es pot situar entre els segles XVII i xviii.
Molt a la vora de la casa hi havia una font que duia el mateix nom. Fou destruïda els anys seixanta.